# .vc

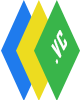

.vc는 세인트빈센트 그레나딘의 국가 최상위 도메인(ccTLD)이다. 1991년에 도입되었다.
전세계 어느 누구든지 도메인 등록이 가능하기 때문에 굳이 세인트빈센트 그레나딘에 관한 사이트가 아니더라도 널리 사용되어 왔다. 또 영어로 '벤처 자본'(venture capital), '버전 컨트롤'(version control), '비디오 참조'(video contorencing) 등의 약자라고 인식될 수 있기 때문에 이를 노린 도메인 이름도 많다. 또한 포르투갈에서는 포르투갈어로 "당신"을 뜻하는 단어인 '보세'(포르투갈어: você)의 줄임말로 보기 때문에 '.com.vc'하는 식으로 활용하여, '당신과 ~~닷컴'과 같은 의미로 읽히도록 의도하는 경우도 적지 않다.
ISOC의 관련 조항에 따르면 2000년 10월 31일부로 .vc의 등록 운영은 세인트빈센트 그레나딘 정부로부터 투카우스(Tucows) 측에 위임되어 있다. 투카우스는 자회사인 리버티 RMS를 통해 .vc 도메인을 운영한다. 2002년 3월 25일부터는 아필리어스(Afilias)가 투카우스로부터 리버티 RMS를 넘겨받았고 기존의 .vc 등록 운영 계약 역시 투카우스가 아필리어스 측에 넘겼다. 아필리어스는 현재까지도 .vc 도메인 등록 사업을 진행하고 있다. 한편 바티칸 시국의 국가 최상위 도메인인 .va와 비슷하기 때문에 실수로 헷갈려 적는 일이 많다.